# Roncocreagris cantabrica
Espèce
Synonymes
- Microcreagris cantabrica Beier, 1959

Roncocreagris cantabrica est une espèce de pseudoscorpions de la famille des Neobisiidae.

## Distribution
Cette espèce est endémique de Cantabrie en Espagne. Elle se rencontre vers Puente Viesgo.

## Description
La femelle holotype mesure 2,8 mm.

## Systématique et taxinomie
Cette espèce a été décrite sous le protonyme Microcreagris blothroides par Beier en 1959. Elle est placée dans le genre Roncocreagris par Mahnert en 1976.

## Étymologie
Son nom d'espèce lui a été donné en référence au lieu de sa découverte, la Cantabrie.

## Publication originale
- Beier, 1959 : Ergänzungen zur iberischen Pseudoscorpioniden-Fauna. Eos, vol. 35, p. 113-131 (texte intégral).